# Nowa Synagoga w Cieplicach
Nowa Synagoga w Cieplicach (niem. Neue Synagoge in Teplitz, cz. Nová Synagoga v Teplicích) – nieistniejąca synagoga w  czeskich Cieplicach, usytuowana pomiędzy ulicami Chelčického i Hálkovou.
Pierwotny jej projekt wykonał architekt Wilhelm Stiassny. W 1875 jego plany przygotował do realizacji architekt Hermann Rudolph, przybyły do Cieplic z Drezna dla dokończenia budowy teatru.
Kamień węgielny położono 11 marca 1880 roku. W 1881 budowę przerwano, gdy wynikła konieczność zburzenia czterech słupów nośnych, na których miała opierać się konstrukcja kopuły. Za radą architekta Josefa Mockera ich fundamenty pogłębiono. Poświęcenie nastąpiło 10 września 1882 roku. Styl świątyni był mieszaniną neorenesansowego i mauretańskiego. Ściany jej fasady wyposażono w symetryczne wysokie okna wypełnione neorenesansowymi elementami. Budowla miała  główną kopułę podobną do synagogi we Florencji. W narożnikach znajdowały się cztery mniejsze kopuły. Synagoga miała 41 metrów długości, 25 metrów szerokości i 42 metry wysokości.
W nocy 14/15 marca 1939 świątynia została podpalona. Wkrótce jej ruiny wyburzono. Dziś na jej miejscu znajduje się park, w którym postawiono w 1955 niewielki pomnik upamiętniający zniszczoną budowlę.